# Ikeda Nobuyasu
Nobuyasu Ikeda (sinh ngày 18 tháng 5 năm 1970) là một cầu thủ bóng đá người Nhật Bản.

## Sự nghiệp câu lạc bộ
Nobuyasu Ikeda đã từng chơi cho Urawa Reds, Kawasaki Frontale và Mito HollyHock.